# Mesarmadillo variegatus
Mesarmadillo variegatus är en kräftdjursart som beskrevs av Richardson1907. Mesarmadillo variegatus ingår i släktet Mesarmadillo och familjen Eubelidae. Inga underarter finns listade i Catalogue of Life.